# Браун и Уилямсън
Браун и Уилямсън (Brown & Williamson) е американска тютюнева корпорация, която произвежда цигари. Най-известна е с факта, че е в центъра на разследвания за умишлено манипулиране на съдържанието на цигарите. Бившият ѝ вицепрезидент за изследване и развитие Джефри Вайгънд е портретиран във филма „Вътрешен човек“ (1999).
На 30 юли, 2004, Ар Джей Рейнолдс се слива с действащата в САЩ част на Браун и Уилямсън. И двете компании стават дъщерни на новата компания Рейнолдс Америкън.

## Марки на Браун и Уилямсън
- Barclay
- Belair
- Capri
- Carlton
- GPC
- Kool
- Lucky Strike (Лъки Страйк)
- Misty
- Pall Mall (Пол Мол)
- Private Stock
- Raleigh
- Tareyton
- Viceroy (Вайсрой)